# Nicholas Leeson
Nicholas „Nick“ William Leeson (* 25. února 1967) je bývalý obchodník s cennými papíry, jehož spekulace vedly k pádu nejstarší britské investiční banky Barings Bank.
Leeson byl jedním z obchodníků banky Barings. Po několika úspěšných obchodech se mu přestalo dařit, ale stále rostoucí ztráty se mu podařilo před vedením banky utajit. Poté, co nevyšel ani jeho poslední plán na záchranu a jím vytvořené dluhy přesáhly jmění banky, uprchl. Banka vyhlásila bankrot 26. února 1995. Později byl dopaden, odsouzen a odpykal si čtyřletý trest. O svých obchodech napsal úspěšnou knihu.